# (53311) Deucalion
Pour les articles homonymes, voir Deucalion.
(53311) Deucalion est un objet transneptunien faisant partie des cubewanos d'environ 140 km de diamètre. Il a été découvert en 1999 par le programme Deep Ecliptic Survey.